# Pamięć i Sprawiedliwość
Pamięć i Sprawiedliwość – półrocznik naukowy przygotowywany przez Biuro Edukacji Publicznej Instytutu Pamięci Narodowej,  przeznaczony dla środowiska historycznego, prezentujący wyniki prac badawczych nad historią najnowszą.

## Historia
Zakres tematyczny, wyznaczony w ustawie o IPN z 18 grudnia 1998 r., obejmuje zbrodnie popełnione na narodzie polskim przez III Rzeszę i ZSRR w okresie drugiej wojny światowej oraz związane z tym ofiary, straty i szkody. Publikacje obejmują również działalność systemu komunistycznego w Polsce w latach 1944–1989, zwłaszcza w aspektach, które miały zbrodniczy charakter i naruszały prawa człowieka. Publikacje skupiają się równocześnie na historii oporu społecznego, działalności obywatelskiej na rzecz niepodległości państwa polskiego, walki w obronie wolności i godności ludzkiej.
Pismo zamieszcza artykuły historyczne, wywiady z historykami, archiwalne dokumenty, recenzje publikacji historycznych.  Do 31 grudnia 2019 ukazało się 34 zeszytów czasopisma.
Archiwalne numery można bezpłatnie pobrać w formacie PDF z serwisu  internetowego IPN.  23 sierpnia dostępne numery 1-34.

## Rada programowa
Prof. Jewgienij Timofiejewicz Artiomow, prof. Wołodymyr Baran, prof. Jana Burešová, dr Ion Cârja, prof. Andrea Ciampani, dr hab. Csaba György Kiss, prof. Ēriks Jēkabsons, prof. dr hab. Marek Kornat, prof. Hiroaki Kuromiya, prof. Natalia Lebiediewa, prof. dr hab. Wojciech Roszkowski, prof. dr hab. Jan Wiktor Sienkiewicz, dr Darius Staliūnas, prof. dr hab. Bogdan Szlachta, prof. Stephen Wheatcroft, prof. dr hab. Mariusz Wołos, ks. prof. dr hab. Zygmunt Zieliński, prof. dr hab. Jan Żaryn.

## Redakcja
dr Daniel Czerwiński (sekretarz), dr hab. Rafał Łatka (zastępca redaktora naczelnego), dr Marta Marcinkiewicz (sekretarz), Sylwia Szyc (sekretarz), dr hab. Mirosław Szumiło (redaktor naczelny).

## Komitet redakcyjny
dr Cosmin Budeanca, dr Peter Jašek, dr hab. Marcin Kruszyński, dr hab. Cecylia Kuta, dr Paweł Libera, dr hab. Patryk Pleskot, dr Andrij Rukkas, dr Janos Tischler.